# 牛角蘚
牛角蘚（学名：Cratoneuron filicinum）为柳葉蘚科牛角蘚屬下的一个种。